# Lourmel (metrostation)
Lourmel  is een station van de metro in Parijs langs metrolijn 8, in het 15de arrondissement.
Balard ·
Lourmel ·
Boucicaut ·
Félix Faure ·
Commerce ·
La Motte-Picquet - Grenelle ·
Champ de Mars ·
École Militaire ·
La Tour-Maubourg ·
Invalides ·
Concorde ·
Madeleine ·
Opéra ·
Richelieu - Drouot ·
Grands Boulevards ·
Bonne Nouvelle ·
Strasbourg - Saint-Denis ·
République ·
Filles du Calvaire ·
Saint-Sébastian - Froissart ·
Chemin Vert ·
Bastille ·
Ledru-Rollin ·
Faidherbe - Chaligny ·
Reuilly - Diderot ·
Montgallet ·
Daumesnil ·
Michel Bizot ·
Porte Dorée ·
Porte de Charenton ·
Liberté ·
Charenton - Écoles ·
École Vétérinaire de Maisons-Alfort ·
Maisons-Alfort - Stade ·
Maisons-Alfort - Les Juilliottes ·
Créteil - L'Échat ·
Créteil - Université ·
Créteil - Préfecture ·
Pointe du Lac